# Luque (Paraguay)
Luque is een stad en gemeente (in Paraguay un distrito genoemd) in het departement Central.
Luque telt 273.000 inwoners, qua inwoneraantal de derde grootste stad van het land, na Asunción en Ciudad del Este.
In Luque ligt de belangrijkste luchthaven van Paraguay, Aeropuerto Internacional Silvio Pettirossi. Het hoofdkwartier van de Zuid-Amerikaanse voetbalfederatie CONMEBOL is gevestigd in Luque.

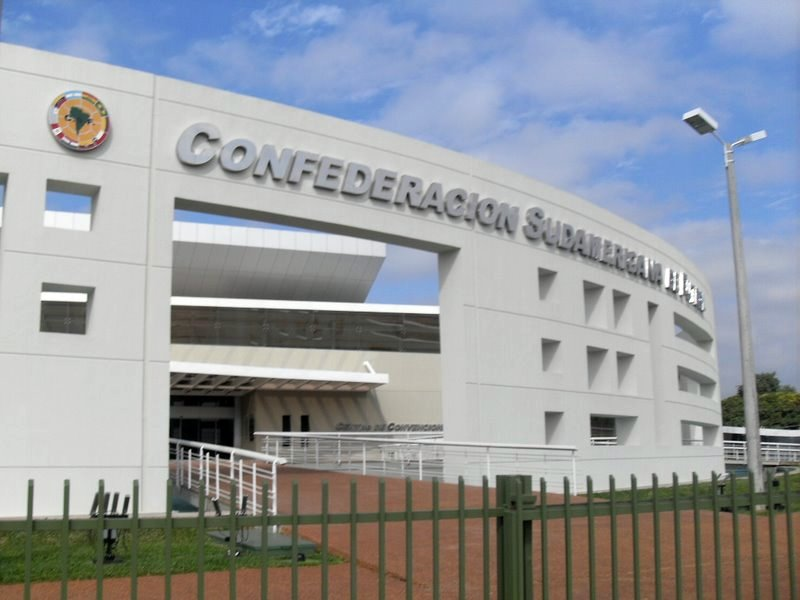
Stadion

## Geboren
- Pedro Benítez (1901-1974), voetballer
- Juan Bautista Villalba (1924-2003), Paraguayaans voetballer
- Raúl Vicente Amarilla (1960), voetballer
- Pablo Aguilar (1987), voetballer
- José Luis Chilavert (1965), voetballer